# Eglasjön
Eglasjön är en sjö i Nyköpings kommun i Södermanland och ingår i Nyköpingsåns huvudavrinningsområde. Sjön har en area på 0,476 kvadratkilometer och ligger 28,1 meter över havet.

## Delavrinningsområde
Eglasjön ingår i det delavrinningsområde (652278-155961) som SMHI kallar för Rinner till Långhalsen-Södra. Medelhöjden är 34 meter över havet och ytan är 60,96 kvadratkilometer. Det finns inga avrinningsområden uppströms utan avrinningsområdet är högsta punkten. Avrinningsområdets utflöde Nyköpingsån (Skräddartorpsån) mynnar i havet. Avrinningsområdet består mestadels av skog (31 procent), öppen mark (14 procent) och jordbruk (34 procent). Avrinningsområdet har 32,8 kvadratkilometer vattenytor vilket ger det en sjöprocent på 16,3 procent. Bebyggelsen i området täcker en yta av 2,34 kvadratkilometer eller 1 procent av avrinningsområdet.